# Az Európai Unió sakkbajnoksága
Az Európai Unió sakkbajnoksága az Európai Unió tagállamai versenyzőinek részvételével zajló egyéni bajnokság volt 2005–2008 között. A versenyt svájci rendszerben az Európai Sakk Unió (ECU) szervezte, amelyen a férfiak és a nők ugyanazon mezőnyben versengtek. A nők között a legjobb eredményt elérő versenyző szerezte meg a női bajnoki címet, illetve a legelőkelőbb helyen végző junior korú (U20) versenyző a junior bajnoki címet.
Az első versenyt 2005-ben az írországi Corkban rendezték, amelyet a magyar Gyimesi Zoltán nyert meg.
2009-ben a spanyol sakkszövetség visszamondta az Alicantéban tervezett verseny rendezésének jogát. 2010-ben az olaszországi Arvierben rendeztek egy Európai Unió bajnokságának nevezett versenyt, amelyen azonban csak 45, többségükben hazai, olasz versenyző indult. A versenyt az EU nem ismerte el hivatalos bajnokságnak. 2011-ben, 2012-ben és 2013-ban az Európai Sakk Unió kiírta a versenyt, de nem akadt jelentkező a megrendezésére.

## Az előzmények és a háttér
A versenyt eredetileg az Európa kulturális fővárosa címet elnyert városok egyikében tervezték, ez az elképzelés 2005-ben és 2008-ban valósult meg. A díjazás viszonylag csekély volt, kivéve a 2008-as versenyt, amelynek 30 000 angol fontos díjalapja viszonylag sok erős versenyzőt vonzott.
A verseny minden nevező számára nyílt volt, így a résztvevők zöme 1600–2700 Élő-pontszám közötti volt, de ennél erősebb játékos is előfordult, de Élő-pontszám nélküli versenyzők is indulhattak.

## A versenyek

### 1. Egyéni EU-bajnokság, 2005, Cork
Az Európai Unió első egyéni bajnokságára az írországi Corkban került sor 2005. március 22–31. között. A versenyen 115 játékos indult. Az Európai Unió bajnoka címet első alkalommal a magyar Gyimesi Zoltán szerezte meg, miután a rájátszásban legyőzte a vele holtversenyben végző lengyel Mateusz Bartelt. A nők közül a legjobb helyezést a litván Viktorija Čmilytė érte el 6,5 ponttal.
A verseny élmezőnye:
A rövidítések: GM = nemzetközi nagymester; IM = nemzetközi mester
| H.   | Versenyző         | Cím | Élő-p. | Ország                    | Eredmény |
| 1-2. | Gyimesi Zoltán    | GM  | 2602   | Magyarország              | 8½/10    |
|      | Mateusz Bartel    | GM  | 2487   | Lengyelország             | 8½/10    |
| 3-5. | Bartosz Soćko     | GM  | 2591   | Lengyelország             | 7½/10    |
|      | Roland Berzinsh   | IM  | 2454   | Lettország                | 7½/10    |
|      | Mark Hebden       | GM  | 2521   | Anglia                    | 7½/10    |
| 6-9. | Slavko Cicak      | GM  | 2552   | Svédország                | 7/10     |
|      | Joel Benjamin     | GM  | 2554   | Amerikai Egyesült Államok | 7/10     |
|      | Normunds Miezis   | GM  | 2547   | Lettország                | 7/10     |
|      | Alexander Baburin | GM  | 2523   | Írország                  | 7/10     |
A további magyar versenyzők közül Medvegy Nóra a 32., Medvegy Zoltán a 46., Balogh Emese az 52. helyen végzett.

### 2. Egyéni EU-bajnokság, 2006, Liverpool
Az Európai Unió második egyéni bajnokságára 2006. szeptember 5–15. között Liverpoolban került sor. A versenyen 86 játékos indult. Az Európai Unió bajnoka címet az angol Nigel Short szerezte meg. A nők közül a legjobb helyezést a litván Dagne Ciuksyte érte el 6,5 ponttal.
A verseny élmezőnye:
| H.   | Versenyző           | Cím | Élő-p. | Ország      | Eredmény |
| 1.   | Nigel Short         | GM  | 2676   | Anglia      | 7½/10    |
| 2-9. | Sarunas Sulskis     | GM  | 2514   | Litvánia    | 7/10     |
|      | Luke McShane        | GM  | 2614   | Anglia      | 7/10     |
|      | Stephen Gordon      | IM  | 2443   | Anglia      | 7/10     |
|      | Gawain Jones        | IM  | 2416   | Anglia      | 7/10     |
|      | Luis Galego         | GM  | 2528   | Portugália  | 7/10     |
|      | Danny Gormally      | GM  | 2513   | Anglia      | 7/10     |
|      | Klaus Bischoff      | GM  | 2533   | Németország | 7/10     |
|      | Karel van der Weide | GM  | 2446   | Hollandia   | 7/10     |
A magyar versenyzők közül Gyimesi Zoltán 6 ponttal a 20., Medvegy Zoltán ugyancsak 6 ponttal a 23. helyen végzett.

### 3. Egyéni EU-bajnokság, 2007, Arvier
Az Európai Unió harmadik egyéni bajnokságára 2007. június 15–24. között az olaszországi Arvierben került sor. A versenyen 112 játékos indult, köztük meghívottként szerb, horvát, montenegrói és török versenyzők is. A versenyt a szerb Nikola Sedlk nyerte, de mivel Szerbia nem EU-tag, az Európai Unió bajnoka címet az olasz Godena Michele szerezte meg. A nők közül a legjobb helyezést a román Cristina Foisor érte el 6,5 ponttal.
A verseny élmezőnye:
| H.   | Versenyző           | Cím | Élő-p. | Ország        | Eredmény |
| 1-2. | Nikola Sedlak       | GM  | 2575   | Szerbia       | 8/10     |
|      | Michele Godena      | GM  | 2558   | Olaszország   | 8/10     |
| 3-6. | Thomas Luther       | GM  | 2586   | Németország   | 7½/10    |
|      | Fabiano Caruana     | IM  | 2513   | Olaszország   | 7½/10    |
|      | Alexander Baburin   | GM  | 2545   | Írország      | 7½/10    |
|      | Mišo Cebalo         | GM  | 2491   | Horvátország  | 7½/10    |
| 7-9. | Sarunas Sulskis     | GM  | 2533   | Litvánia      | 7/10     |
|      | Nenad Sulava        | GM  | 2549   | Horvátország  | 7/10     |
|      | Marcos Llaneza Vega | IM  | 2455   | Spanyolország | 7/10     |
Magyar versenyző nem indult.

### 4. Egyéni EU-bajnokság, 2008, Liverpool
Az Európai Unió negyedik egyéni bajnokságára 2008. szeptember 9–18. között Liverpoolban került sor. A versenyen 20 EU-tagország 140 versenyzője indult. Az Európai Unió bajnoka címet a holland Jan Werle szerezte meg. A nők közül a legjobb helyezést az angol Jovanka Houska, a görög színekben induló Dembo Jelena és a skót színekben induló Ketevan Arakhamia-Grant érte el egyaránt 6 ponttal.
A verseny élmezőnye:
| H.   | Versenyző              | Cím | Élő-p. | Ország        | Eredmény |
| 1    | Jan Werle              | GM  | 2591   | Hollandia     | 8/10     |
| 2-4  | Viktor Laznicka        | GM  | 2601   | Csehország    | 7½/10    |
|      | Michael Adams          | GM  | 2735   | Anglia        | 7½/10    |
|      | Nigel Short            | GM  | 2655   | Anglia        | 7½/10    |
| 5-15 | Alberto David          | GM  | 2568   | Luxemburg     | 7/10     |
|      | Erwin L'Ami            | GM  | 2610   | Hollandia     | 7/10     |
|      | Maxime Vachier-Lagrave | GM  | 2681   | Franciaország | 7/10     |
|      | Daniel Fridman         | GM  | 2637   | Németország   | 7/10     |
|      | Emanuel Berg           | GM  | 2592   | Svédország    | 7/10     |
|      | Étienne Bacrot         | GM  | 2691   | Franciaország | 7/10     |
|      | David Howell           | GM  | 2561   | Anglia        | 7/10     |
|      | Sergei Tiviakov        | GM  | 2645   | Hollandia     | 7/10     |
|      | Thomas Luther          | GM  | 2570   | Németország   | 7/10     |
|      | Jan Smeets             | GM  | 2593   | Hollandia     | 7/10     |
|      | Alekszandr Beljavszkij | GM  | 2606   | Szlovénia     | 7/10     |
Magyar versenyző nem indult.